# Фавіньяна
Фавіньяна (італ. Favignana) — муніципалітет в Італії, у регіоні Сицилія,  провінція Трапані.
Фавіньяна розташована на відстані близько 440 км на південь від Рима, 95 км на захід від Палермо, 19 км на південний захід від Трапані.

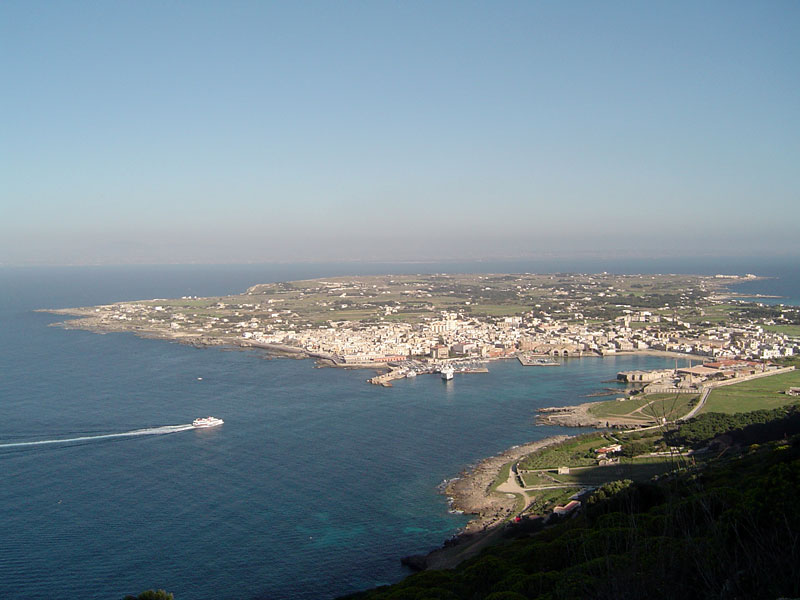

Населення — 4230 осіб (2014).

## Демографія
Населення за роками:

Станом на 1 січня 2023 року в муніципалітеті офіційно проживали 94 іноземці з 22 країн, серед них 56 громадян країн Євросоюзу та 2 громадяни України.